# Elfe dans la littérature fantasy et le jeu de rôle
 (novembre 2017).
Si vous disposez d'ouvrages ou d'articles de référence ou si vous connaissez des sites web de qualité traitant du thème abordé ici, merci de compléter l'article en donnant les références utiles à sa vérifiabilité et en les liant à la section « Notes et références ».

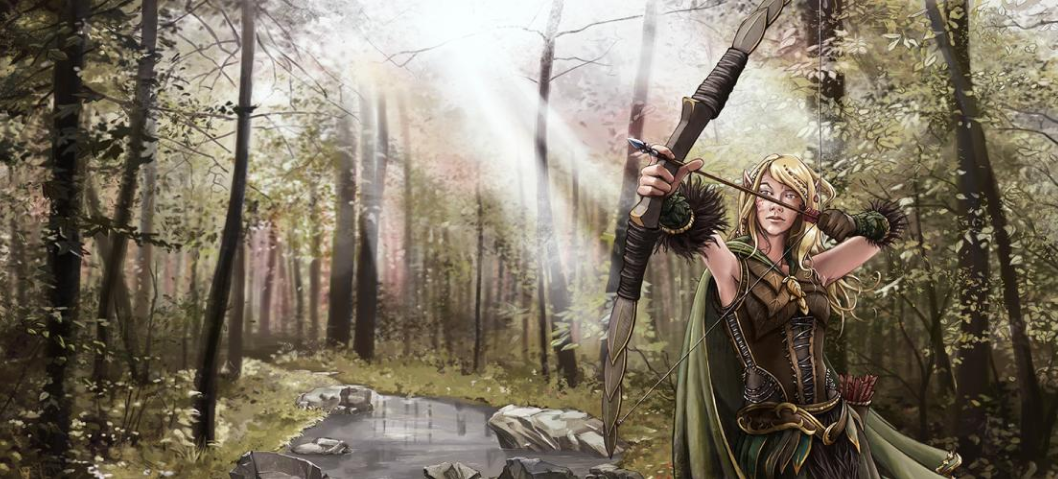
Une elfe selon la vision classique de la fantasy.

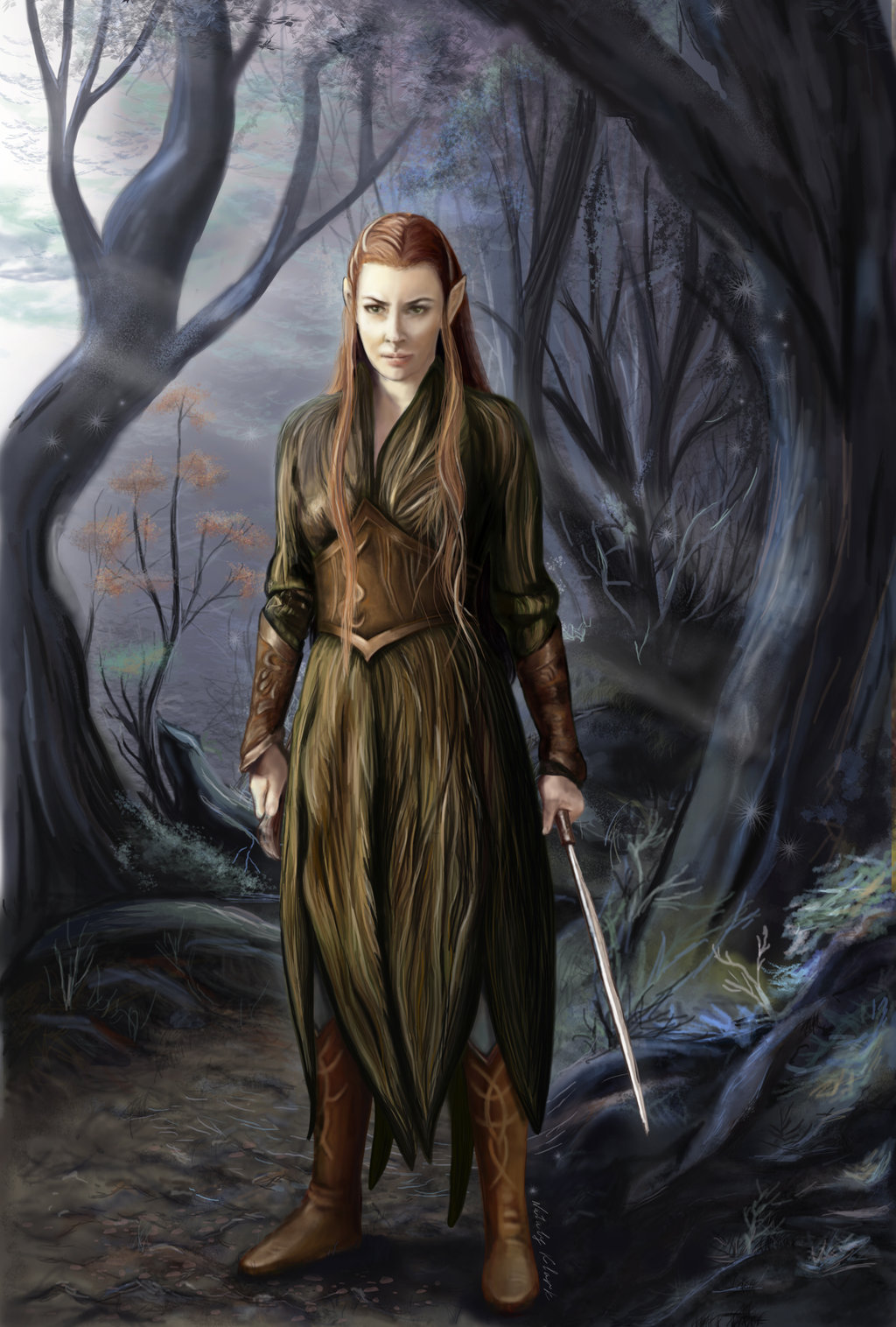
Tauriel, une elfe imaginée pour l'adaptation cinématographique du Hobbit de Tolkien.

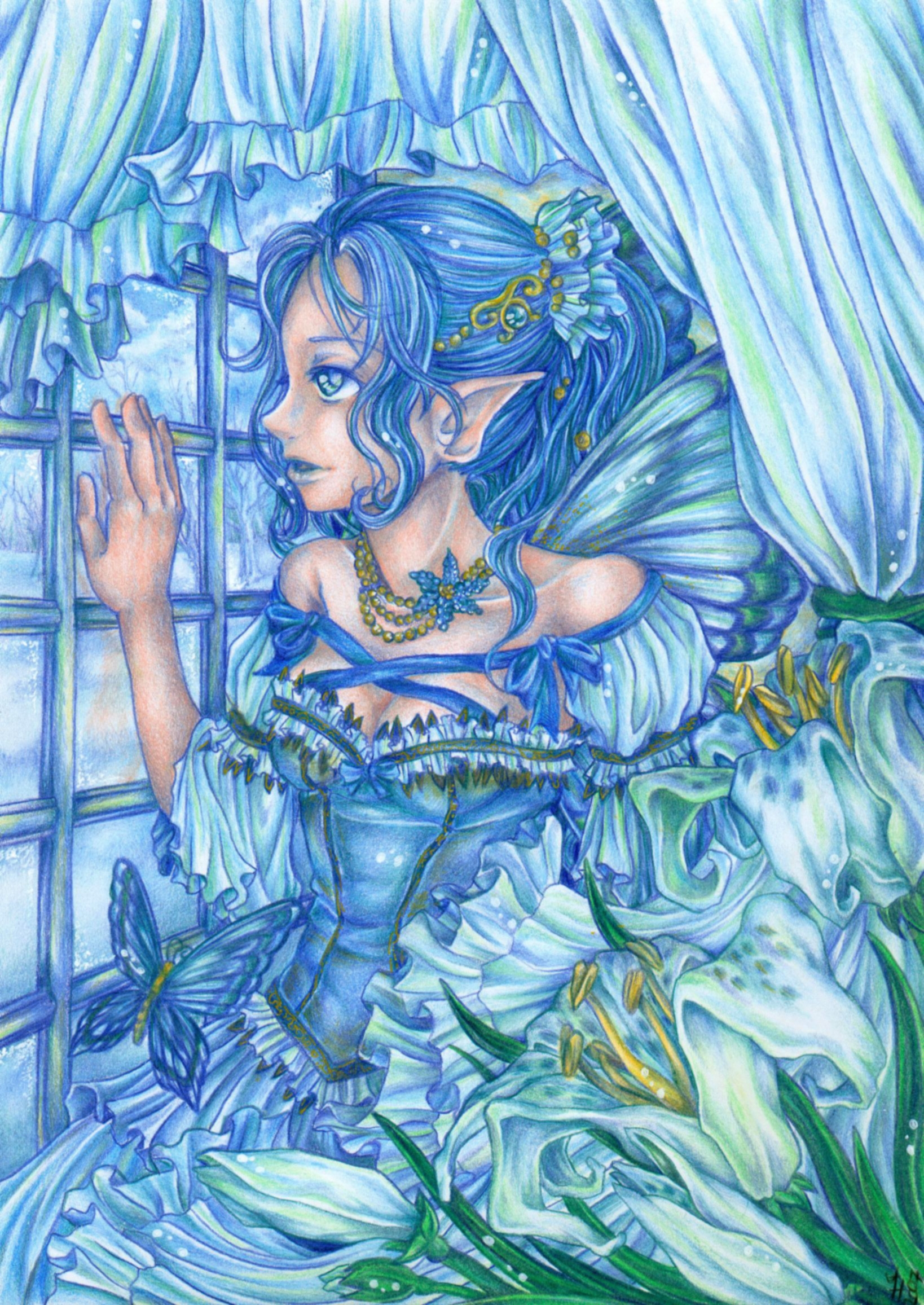
Une elfe dans le style manga.

L’elfe est, dans la littérature de fantasy et le jeu de rôle, un être humanoïde fin, élancé et d'une grande beauté, dont le milieu naturel est généralement la forêt. Leur figure est majoritairement inspirée de l'œuvre de John Ronald Reuel Tolkien, qui s'est lui-même inspiré de l'elfe de la mythologie et du folklore populaire. L'auteur britannique leur a attribué l'apparence physique précitée, de même qu'un penchant pour la mélancolie et la nostalgie en raison du déclin de leur civilisation face à celle de l'homme. Depuis, cette vision a été reprise, modifiée et largement véhiculée dans plusieurs œuvres littéraires et jeux de rôles. Les elfes sont généralement décrits comme des êtres intelligents, plus grands et plus fins que les humains, bien que dotés d'une longévité exceptionnelle (quasiment immortels). Leurs oreilles sont censées être pointues, ce qui permettrait de les reconnaître sans ambiguïté. La civilisation des elfes a ainsi acquis une réputation de grand raffinement, bien qu'elle soit en décadence ou retirée du monde. Les elfes sont souvent opposés aux nains, notamment du fait de leur physique : les elfes sont grands, fins et élancés, tandis que les nains sont petits, trapus et résistants. De nombreux auteurs ont accentué cette opposition en associant les elfes aux milieux forestiers proche de la nature, et les nains aux cavernes, aux mines et aux forges. C'est le cas par exemple dans le monde de Warhammer, ou dans les Royaumes oubliés. Les elfes sont aussi, quelquefois, représentés sous plusieurs formes ou races différentes, comme les elfes des bois, les elfes de la nuit ou même parfois les elfes de l'eau. Ces spécifications sont assez courantes dans certains jeux vidéo ou jeux de plateau.

## Elfe enlittérature fantasy

### Les elfes chezJ. R. R. Tolkien

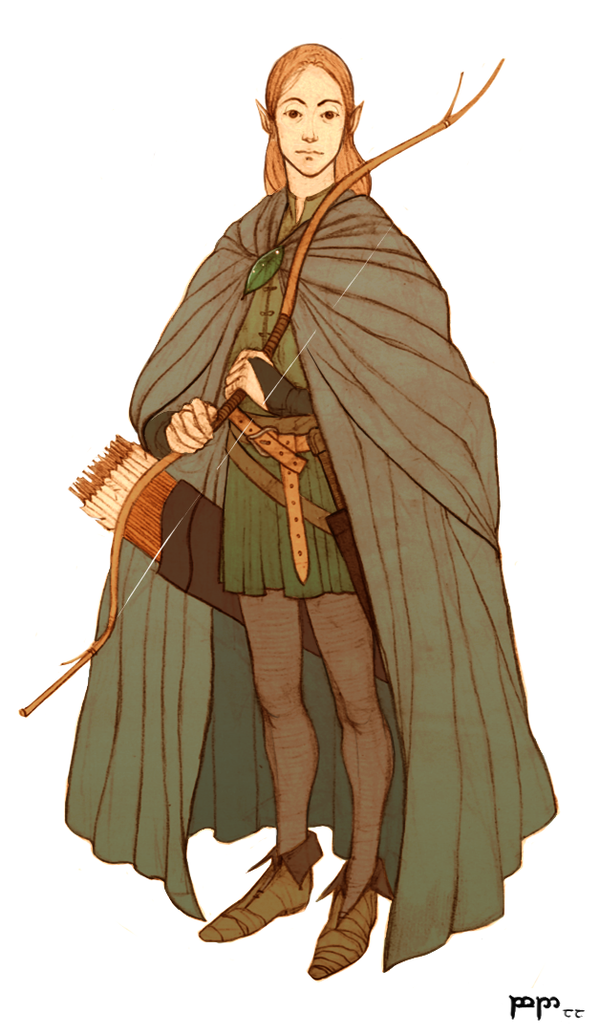
Une vue d'artiste de Legolas.

Dans l'œuvre de Tolkien, les Elfes sont les Aînés des Enfants d'Ilúvatar, les Hommes étant les Cadets. Ils sont au cœur des récits du Silmarillion, mais à l'époque du Hobbit et du Seigneur des anneaux, leur race est sur le déclin. Les principaux héros elfiques sont Fëanor, Lúthien et Galadriel.
Hormis leurs oreilles pointues, ils sont d'apparence similaire aux Hommes, et peuvent s'unir à eux ; les semi-elfes sont cependant rares. Leur principale caractéristique est qu'ils ne peuvent pas mourir de vieillesse, bien qu'ils puissent être tués ou mourir de chagrin. S'ils meurent, leur esprit ne quitte pas le monde, contrairement à celui des Hommes, mais se rend dans les cavernes de Mandos pour y attendre sa réincarnation.
Il existe plusieurs langues elfiques parlées par différents groupes d'elfes à différentes époques. Les mieux attestées sont le quenya et le sindarin.
Les premiers écrits de Tolkien s'inspiraient fortement de la conception victorienne des elfes et des fées comme de minuscules créatures frivoles, mais il en vint par la suite à rejeter vigoureusement cette vision.

### Les elfes dansLes Annales du Disque-monde,Terry Pratchett
Dans Nobliaux et sorcières, les elfes (ou nobliaux, seigneurs…) sont beaux mais surtout méchants et cruels. Ils prennent tout et n'offrent en échange que la peur. Ils vivent dans un univers parallèle et tentent de s'introduire dans le monde des humains pour le dominer.
Les elfes ont extrêmement peur du fer, qui les prive de leurs sens. Ils sont dirigés par une reine qui se donne l'apparence d'une belle femme brune en robe rouge. Elle tente souvent de jeunes filles ayant des prédispositions pour la sorcellerie et leur propose de la laisser sortir en échange d'un grand pouvoir.
Son « mari », le roi des elfes est une des rares créatures à pouvoir s'opposer à elle. Il ressemble à un satyre et vit dans une sorte de tente nauséabonde située sous un tertre.

### Les elfes deJean-Louis Fetjaine
Dans sa Trilogie des elfes (Le Crépuscule des elfes, La Nuit des elfes et L'Heure des elfes), cet auteur français mélange allègrement la légende arthurienne et l'univers de la fantasy.
Il crée un peuple d'êtres éthérés, graciles, sveltes et impudiques qui incarnent la beauté animale vers laquelle tendent les hommes.
Ce sont de grands êtres humanoïdes et intelligents, qui vouent une haine héréditaire aux nains. Leur culture est très proche de celle des druides : ils ont la connaissances des arbres, de la nature, des runes.
Il y a plusieurs types d'elfes dans cette trilogie : 
- Les hauts-elfes, représentés par Llandon et Lliane, qui sont des elfes beaux et raffinés. Ils sont pacifiques et la réaction des hommes les déçoit beaucoup. Ils vivent dans Brocéliande.
- Les elfes des marais (elfes gris), leur roi est Rassul, ils sont imprévisibles, agressifs, vivent en groupe. Ce peuple n'est pas aimé des autres peuples, qui le voient même comme des bêtes. Ils détestent tout particulièrement les nains qui les ont autrefois massacrés.
- Les elfes verts plus petits que les autres elfes. Ils vivent dans les bois et les fourrés résultant du défrichage par les hommes.
- Les elfes des havres, qui ont appris la mer avec les hommes des dunes[1].

### Les elfes dansL'Héritage,Christopher Paolini
Dans ce livre, les elfes sont les alliés des nains et du peuple humain des Vardens face à l'Empire humain du tyrannique roi Galbatorix. On les appelle « le Beau Peuple » et ils peuvent se métamorphoser à volonté par magie ; chacun d’entre eux, comme l’explique l’elfe Oromis à Eragon dans le deuxième tome du cycle, adopte au cours de sa vie l’apparence qu’il souhaite avoir. Les elfes sont très habiles et manient l'arc et l'épée avec une force incroyable. Leur endurance, leur vitesse, leurs capacités physiques sont indéniablement supérieures à celles des humains, ou de la plupart des autres races. Au lieu de couper du bois pour fabriquer des objets, ils « chantent » pour les arbres, modelant les créatures vivantes pour leur donner la forme qu’ils souhaitent obtenir. Ils ont une pilosité inférieure à celle des humains. Ils sont peu féconds : un enfant est pour eux la preuve ultime d'amour véritable. Ils sont immortels, ils ne peuvent être tués que par le fer, le poison, par magie ou à cause d'un trop profond chagrin ; malgré cela, leur nature belle, sage et forte, que ce soit en magie ou au combat se flétrit avec l'âge, c'est aussi une des raisons pour lesquelles leurs rares enfants sont presque vénérés. Les elfes sont très proches de la nature et ne se nourrissent que de plantes.
Plus que ces caractéristiques quasi physiques, les elfes dans L'Héritage, s’ils sont « le Beau Peuple », pourraient aussi être appelés « le Peuple Sage ». En effet, ils sont décrits comme dépositaires d'une sagesse centenaire si ce n'est millénaire. Avec les dragons, ils sont le peuple le plus imprégné de la magie originelle du monde, et les derniers à utiliser comme leur langue de communication principale l’Ancien langage. Ce sont eux qui ont fourni les premiers Dragonniers, eux encore qui, seuls, ont réussi, grâce à leur maîtrise de la grammarie (magie) à soustraire le monde à l'influence néfaste du parjure Galbatorix, eux enfin à qui il revient de parfaire et achever la formation d'Eragon, leur sagesse et leur maîtrise de la magie et de la nature étant sans égales.

### Les elfes dansHarry Potter,J. K. Rowling

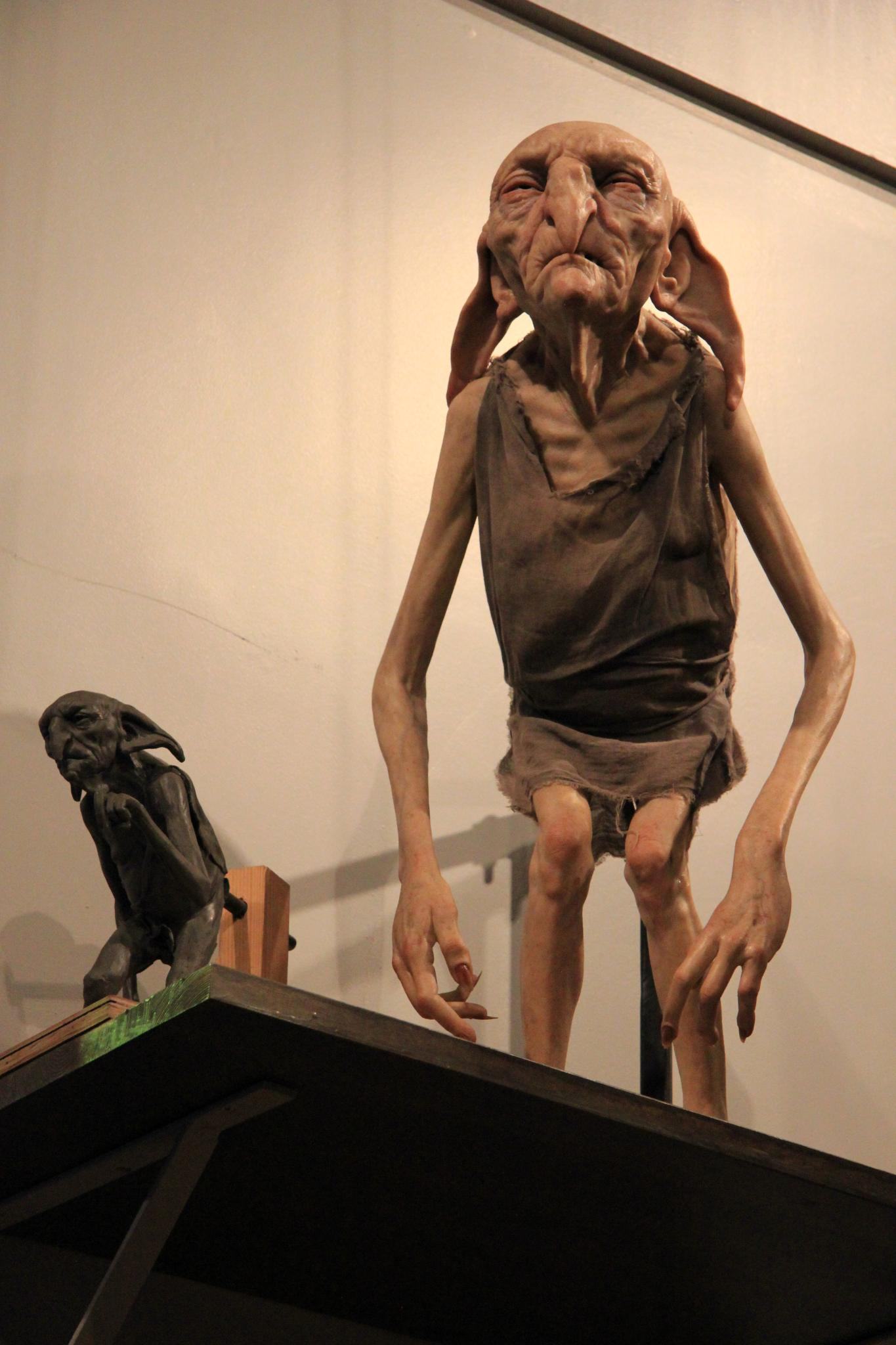
Kreattur, elfe de maison dans Harry Potter.

Dans l'histoire de J. K. Rowling, il n'y a pas d'elfes dans un sens proche de celui décrit plus haut. Il existe en revanche des créatures nommées elfes de maison, parfois appelés elfes tout court par commodité. Ce sont de petits êtres travailleurs et fidèles. Ils obéissent à un maître et restent souvent toute leur vie dans la même famille où ils servent plusieurs générations de sorciers : ils doivent obéissance et respect à tous les membres de l'arbre généalogique d'une famille, même si la personne se marie, à moins que le membre ait été renié de la famille : ainsi, Kreattur respecte Narcissa Malefoy (née Black), mais pas Sirius Black (renié par sa mère et radié de l'arbre généalogique). Les elfes tendent à garder du respect pour leurs anciens maîtres, même lorsqu'ils sont morts (Kreattur est un bon exemple), libérés (Dobby avait toujours du mal à dire du mal des Malefoy sans se punir) ou lorsqu'ils sont donnés à une autre personne (Kreattur parlait avec grand respect de Drago Malefoy, même en appartenant à Harry). Généralement, les elfes obéissent à leurs maîtres même s'ils ne le veulent pas. Malheureusement, certains sorciers profitent de la faiblesse de ces petits êtres pour les maltraiter et les insulter. Malgré tout, les elfes de maison sont toujours fidèles à leur maître et n'oseront que rarement les contredire. S'ils désobéissent ou disent du mal de leur maître, ils se punissent en s'infligeant des douleurs physiques. Ils sont dotés de pouvoirs magiques bien supérieurs à ceux des sorciers (Dobby est ainsi capable de transplaner dans l'enceinte de Poudlard, ce dont les êtres humains sont incapables), mais un sort les lie à leur maître, les asservissant.
Ils peuvent être libérés : seul leur maître le peut en leur offrant un vêtement. Cela n'a pas besoin d'être fait dans l'intention de leur donner la liberté, et le vêtement n'a pas à appartenir au maître : Harry est parvenu à faire libérer Dobby en amenant Lucius Malefoy à lui donner négligemment une chaussette (celle d'Harry lui-même).
La seule autre allusion à un type d'elfes est dans le sixième volume de la série lorsque le professeur Rogue ordonne à Queudver d'aller lui chercher le « vin des elfes ». Il se pourrait qu'il s'agisse d'elfes plus semblables à ceux des mythologies.

### Les elfes dansArtemis Fowl,Eoin Colfer
Les elfes font ici partie du Petit Peuple habitant dans les profondeurs souterraines, aux côtés des nains, lutins et autres gnomes. De petite taille (environ un mètre), leur longévité est grande, bien que due à la magie, et leur fécondité est très réduite. Le peuple (qui ne se réduit pas aux elfes) possède une technologie avancée, et a des ambitions pacifiques et écologiques. Ils s'efforcent de cacher leur existence aux humains (le peuple de boue).

### Les elfes dansArielle Queen,Michel J. Lévesque
Il y a deux races d'elfes dans cette série de romans pour la jeunesse écrite par Michel J. Lévesque. Les elfes de lumière gouvernent l'Alfheim ; ils ont les cheveux longs et des vêtements amples. Les elfes noirs sont des démons libérés des prisons de l'Alfheim par le dieu maléfique Loki et sa fille Hel ; ils ont dérogé à la règle principale des elfes de lumière en donnant l'élévation elfique à des humains. D'une façon horrible, ils font manger à un humain le cœur d'un vieux serviteur kobold : le sang que contient le cœur se mélange avec le sang humain et le corrompt, puis quand le nouveau serviteur kobold a bien servi le voïvode (chef des elfes noirs) ce dernier lui donne l'élévation elfique en lui donnant un peu de son sang à boire.

### Les elfes dansLe Dernier Elfe,Silvana de Mari
Dans ce roman pour la jeunesse de Silvana De Mari, psychologue italienne, les elfes côtoient les humains, mais les deux races se haïssent réciproquement. Les elfes sont très sensibles à la vie, et ne comprennent pas comment l'homme peut se nourrir de créatures ayant une âme. Enfants, ils sont naïfs ; adultes, ils sont très intelligents, beaux et gracieux, et aiment se cultiver et apprendre, méprisant les humains. Les elfes considèrent les humains comme inférieurs et primitifs, alors que les humains trouvent les elfes méprisants et jalousent leurs pouvoirs spirituels. Les humains les obligent à porter du jaune, couleurs que les elfes détestent, et leur interdisent de porter du bleu, la plus belle des couleurs selon les elfes.
Hélas, tous les elfes ont été noyés dans l'inondation de la « zone des elfes », leur ghetto. Tous, sauf un, Yorshkrunsquarkljolnestrink (les noms, très longs, révèlent le destin de chaque elfe), le dernier elfe, et le plus puissant de tous. Il a les facultés d'ouvrir les portes par la pensée, de refroidir les objets (ce qui dans le livre s'est rendu très utile), de commander les actes de créatures faibles (rats, lapins, etc.) et de les ressusciter.
La prophétie entre le dernier elfe et le dernier dragon va redonner au monde triste des humains son équilibre, pour revivre en harmonie en formant un nouveau peuple avec les exilés.

### Les elfes dansTara DuncandeSophie Audouin-Mamikonian
Dans ce livre, les elfes sont doués de magie et sont assez turbulents. D'apparence humaine, ils ont les oreilles pointues et des yeux très clairs à la pupille verticale, comme celles des chats. Les elfes habitent les forêts et les plaines d'AutreMonde et sont de redoutables chasseurs. Ils adorent aussi les combats, les luttes et tous les jeux impliquant un adversaire, c'est pourquoi, ils sont souvent employés dans la police ou les forces de surveillance afin d'utiliser judicieusement leur énergie. Mais quand les elfes commencent à cultiver le maïs ou l'orge enchantés, les peuples d'AutreMonde s'inquiètent car cela signifie qu'ils vont partir en guerre. En effet, n'ayant plus le temps de chasser en temps de guerre, les elfes se mettent alors à cultiver et à élever du bétail ; ils reviennent à leur mode de vie ancestrale une fois la guerre terminée.
Autres particularités des elfes : ce sont les elfes mâles qui portent les bébés dans de petites poches ventrales — comme les marsupiaux — jusqu'à ce que les petits sachent marcher. Enfin, une elfe n'a pas le droit à plus de 5 maris !

### Les elfes dansLa Saga du Sorceleurd'Andrzej Sapkowski
Dans l'univers du sorceleur les elfes sont une race ancienne dont la présence sur le continent est antérieure à l'arrivée des humains. Comme les autres elfes de fantasy, ils sont élancés, ont les oreilles pointues et les dents fines et vivent bien plus longtemps que les humains. Eux-mêmes se nomment Aen Seidhe.
Ils sont connus pour avoir été en guerre avec les nains avant l'arrivée des humains. Depuis, ce sont ces derniers qui ont pris le pouvoir dans la plupart des régions du monde, reléguant elfes, nains et autres non-humains au rang de sous-races souvent parqués dans des ghettos. Les elfes semblent être l'une des races les plus affectés par leur déchéance, sans doute dû au fait que ce sont eux qui ont aidé les humains lors de leur arrivée sur le continent et leur ont entre autres enseigné la magie. Certains se rebelleront contre leurs souverains humain des royaumes du nord pour combattre aux côtés de l'empire de Nilfgaard, ce qui accroîtra la haine des nordiques à leur encontre.
On retrouve cette image des elfes dans la série de jeux vidéo The Witcher  inspiré de la série.

## Les elfes aucinéma

### Les gelfings dansDark Crystal

Symboles des clans gelflings. Dans le sens des aiguilles d'une montre : Dousan (nomades du désert), Drenchen (pêcheurs vivant dans les marais), Sifa (marins et aventuriers), Rochenbois (peuple de guerriers forestiers), Spriton (agriculteurs dans les plaines), Grottan (éleveurs troglodytes) et Vapra (érudits montagnards).

Dans le film culte de Jim Henson et Frank Oz Dark Crystal (sorti en 1982) ainsi que la série préquelle (2019), une race très semblable aux elfes, les gelflings, apparaît. Avant d'être exterminés par les Skeksès (leurs suzerains contre lesquels ils s'étaient rebellés), ils se divisaient en sept clans, chacun dirigé par une cheffe, la maudra. Celle du clan Vapra était également la Grande Maudra, vassale directe des Seigneurs du Cristal. Les Gelflings sont de taille assez modeste, avec des visages triangulaires, de larges pommettes, un menton pointu et quatre doigts à chaque main. Ils portent souvent les cheveux longs, d'où dépassent leurs oreilles effilées. Leur sang est rosâtre. Ils présentent un fort dimorphisme sexuel puisque les femelles seules sont munies d'une paire d'ailes semblables à celles des insectes. Tous les membres de cette espèce sont capables de "rêvailler", c'est-à-dire de partager des souvenirs visuels en se touchant la paume des mains. Les Gelflings sont assez paisibles par nature, aimant les arts et la culture, mais méprisent ceux qui appartiennent à d'autres ethnies.

## Les elfes à latélévision

### Les elfes dansLe Prince des dragons
Dans la série télévisée Le Prince des dragons, les elfes sont l'une des trois races principales aux côtés des humains et des dragons. Ils habitent avec les dragons sur le continent de Xadia — les humains en ayant été exilés et ayant formé la Pentarchie — et se caractérisent par des oreilles pointues, des mains à quatre doigts et une paire de cornes qui leur poussent sur le sommet du crâne. Les peuples elfiques se répartissent en six clans correspondants aux six sources primitives de magie (Soleil, Lune, étoiles, terre, ciel, océan) :
- Les Elfes de la Pleine Lune, dont les capacités furtives en font de redoutables espions et de dangereux assassins, de même que de grands illusionnistes.
- Les Elfes du Feu du Soleil, dont les forges créent des armes et des armures supérieures à toutes les autres.
- Les Elfes des Étoiles, dont leur longévité plurimillénaire est la caractéristique la plus notable.
- Les Elfes des Ailes du Ciel, dont un sur dix voit des ailes lui pousser naturellement dans le dos.
- Les Elfes du Sang de la Terre, qui sont les moins pudibonds.
- Les Elfes de l'Océan, qui ressemblent beaucoup à des créatures marines.

## Les elfes dans lesjeux vidéo

### Les elfes dans la sérieFinal Fantasy
Les elfes apparaissent dès le premier opus de la série (Final Fantasy I), dont une ville du jeu s'appelle Elfland. Elle est habitée par des elfes, un peuple amical en communion avec la forêt qui les entoure. Leur antagoniste est l'elfe noir, profondément maléfique : dans Final Fantasy I, l'un des personnages principaux est l'elfe noir Astos. Dans Final Fantasy XI, les joueurs peuvent incarner plusieurs races, parmi lesquelles la race des elvaans, grands êtres gracieux aux oreilles pointues.

### Les elfes dansArchlord
Les elfes lunaires que l'on rencontre dans le monde d’Archlord sont tous de sexe féminin et reconnaissables à leurs oreilles proéminentes et pointues au sommet de leur tête. Ce sont des êtres graciles qui disposent néanmoins de grands pouvoirs. L'absence remarquable des mâles est due à leur rareté. En effet, ils ont presque tous disparu à la suite d'une guerre livrée contre les orcs. Les rares survivants se cachèrent pour préserver la race. Un malheur n'arrivant jamais seul, ces quelques mâles, devenus de simples reproducteurs, engendrent essentiellement des femelles et très rarement des mâles. La civilisation des elfes lunaires est ainsi devenue matriarcale et ce sont les femelles qui occupent toutes les fonctions de la société.
Dans Archlord 2, elles apparaissent en tant que monstres niveau 38 sous le nom de "elfe lunaire maudit" et "elfe lunaire corrumpu", elles se situent aux ruines de la lune noire dans le territoire humain. Cette race est devenue jouable depuis décembre 2014 et font partie de la faction Crunn avec les orcs, il est possible de jouer des mâles contrairement au précédent opus.

### Les elfes dans la sérieTales of Phantasia
Dans Tales of Phantasia, les elfes sont un peuple secret, jaloux et encadré par des castes très strictes. Ils sont les gardiens d'Origin, le roi des nains qui jadis forgea l’Eternal Sword. Les demi-elfes, quant à eux, sont plus ou moins acceptés par les humains, mais rejetés avec violence par les elfes purs.
Dans Tales of Symphonia, alors que les elfes dits « purs » sont très jalousés, les demi-elfes sont victimes d'une discrimination abusive de la part des humains. Les demi-elfes vivent environ mille ans et gardent des caractéristiques propres à l'humain comme la curiosité ou la cupidité. Au fil des siècles, les elfes purs se sont retranchés à Heimdall, une ville cachée, alors que les demi-elfes s'organisaient en « désians » pour lutter par l'oppression contre les humains.

### Les elfes dansWarcraft
La série Warcraft et World of Warcraft compte plusieurs sortes d'elfes : les elfes de la nuit, les elfes de sang (race jouable), les hauts-elfes (race de l'histoire de Warcraft, on peut en rencontrer dans WoW), les elfes corrompus, les banshees (spectres de hauts-elfes), les feux follets (esprits d'elfes de la nuit), les déshérites (elfes de sang devenus fous par l'addiction au mana), les nagas (elfes de la nuit mi-elfes mi-reptiles, genre de sirènes), les satyres (elfes de la nuit changés en démons par la Légion Ardente).
Dans Warcraft, les elfes de la nuit sont une branche de la race des trolls dont l'apparence et les connaissances auraient rapidement changé au voisinage des puissantes énergies magiques du puits d'éternité.
Les elfes de la nuit, ou kaldorei, vivent au nord du continent de Kalimdor, dans la ville de Darnassus sur l'arbre géant Teldrassil. Ils ont perdu leur immortalité pendant la guerre contre la Légion Ardente.
Les hauts-elfes, ou quel'dorei, sont les descendants des courtisans de la reine elfe de la nuit Azshara, qui se sont exilés en Azeroth après la Guerre des anciens, afin de pratiquer impunément leur magie, depuis lors ils ont abandonné le culte de la Lune, et ont opté pour la vie diurne, et le culte de la lumière.
Les elfes de sang, ou sin'dorei, sont les descendants des hauts-elfes, pratiquement tous tués par Arthas Menethil et son armée de morts-vivants (campagnes de Warcraft III). Leur capitale, Lune-d’Argent, fut détruite par Arthas, puis reconstruite quelques années plus tard. Les survivants hauts-elfes devinrent elfes de Sang en mémoire de leur passé ensanglanté et, déçus par l'Alliance qui n'a pas su les défendre, et qui a même tenté de les exterminer, ils rejoignirent la Horde.
Les banshees sont des spectres de femmes hauts-elfes tuées par Arthas Menethil, le chevalier du roi liche. Anecdote : la ranger Sylvanas Coursevent en anglais : Windrunner fut aussi tuée par Arthas et transformée en banshee. Se libérant de son emprise elle devint la reine des morts-vivants rebelles (réprouvés) et tenta de le tuer.
Les nagas sont les descendants des quel'dorei, serviteurs d'Azshara, la reine des kaldorei, qui lors de l'effondrement du puits d'éternité se sont retrouvés plongés au plus profond des abysses, mais leur condition d'elfe immortels et adeptes de la magie, ont provoqué la mutation de leur corps d'elfes en êtres reptiliens et amphibiens. Dans la Guerre des Anciens, la transformation serait dû à un pacte fait entre la reine Azshara et les Trois, avant que celle-ci soit englouti par l'implosion du puits d'éternité. Depuis 10 000 ans, ils vivent sous l'océan, mais Illidan a fait appel à leurs services et les a sortis de leur silence abyssal. On les trouve aujourd'hui sur tous les rivages d'Azeroth, de Kalimdor et de Norfendre, on en trouve aussi en Outreterre, la plus célèbre est Lady Vazsh, ancienne courtisane de la reine, mais il est fort probable qu'Azshara elle-même soit devenue naga, selon certaines statues retrouvées dans les mers du sud.
Les satyres sont des quel'dorei, serviteurs d'Azshara, qui ont reçu des pouvoirs de leurs maîtres démons qu'ils ont invoqués lors de la guerre des anciens, et ont muté en recevant des aspects bestiaux, tels des cornes et des sabots. Le premier d'entre eux fut Xavius, chancelier de la reine. Ils servent encore la Légion Ardente.

### Les elfes dans la sérieLegend of Zelda
Dans The Legend of Zelda, la race des hyliens (Hylians), dont fait partie le protagoniste récurrent Link est grandement inspirée des elfes : comme eux, ils ont les oreilles pointues. Dans The Wind Waker et Phantom Hourglass, beaucoup moins de personnes ont ces mêmes oreilles pointues.

### Les elfes dansMight and Magic
Ils forment des races des Anciens qui choisirent leur dragon au commencement du monde. Les Elfes élurent Sylanna, le Dragon de la Terre, comme Dieu Dragon et s'installèrent dans les forêts du nord-ouest d'Ashan. Là, ils vivent dans une multitudes de petits royaumes qui forment les forêts d'Irollan. Ils sont unis sous l'autorité du Haut Roi des Elfes. Ils vivent dans de majestueuses cités sylvestres bâties autour d'arbres colossaux et vivent parmi les créatures magiques comme les fées, les licornes ou les esprits des arbres comme les Tréants. Il arrive même parfois que des dragons verts, d'émeraude ou de béryl (les enfants de Sylanna) soient aperçus dans les forêts elfes.
Les Elfes veulent préserver l'Harmonie, une philosophie selon laquelle tout doit être en accord avec tout et qu'avec la patience, la paix et la spiritualité on peut préserver l'Harmonie.
Les Elfes noirs sont les descendants des sujets de la Reine Thuidana, qui refusait les folies du Haut Roi Arniel. Après l'indépendance du royaume de Thuidana les humains du Saint Empire ont tenté d'envahir ses terres et voyant le refus d'Irollan de l'aider, la reine elfe fit un pacte avec les Sans-Visage et accepta de renier Sylana pour vénérer Malassa, la Déesse Dragon des Ténèbres pour avoir le pouvoir de chasser elfes et humains. Après cela, les sujets de Thuidana devinrent les Elfes Noirs.
On peut citer comme elfes connus : les Hauts Rois Arniel, Vaniel et Alaron ; le héraut et protecteur d'Irollan Findan, la reine Thuidana et un de ses fils, Raelag.

## Les elfes dans lesjeux de rôleset assimilés

### Les elfes dansDonjon de Naheulbeuk,John LangetMarion Poinsot
Dans la Terre de Fangh, les elfes sont des humanoïdes d'une grande beauté mais assez stupides et naïfs. Ils aiment la nature, coiffer des poneys, le shopping, participer à des concours, etc. Il en existe plusieurs races, comme les elfes noirs (ou drows) qui ne sont, eux, pas du tout niais, et qui détestent  les elfes sylvains, les elfes des rivières ou encore les elfes des bois (race de l'elfe du groupe).
Ils ont une haine vieille de près de 3 000 ans envers les nains, qu'ils trouvent moches, puants, « chiants », sales (en dépit d'un certain sens de l'hygiène, les nains ne prennent qu'un seul bain par an) et vulgaires, mais surtout petits, et ne manquent aucune occasion de se moquer d'eux ou leur lancer des pierres. Cette haine, qui est évidemment réciproque car les nains trouvant les elfes crétins, « emmerdants », etc., date de l'époque où Gzor aurait envoyé de faux elfes chez les nains et de faux nains chez les elfes afin de les monter l'une contre l'autre ces deux races jusqu'alors alliées.
Cette haine est, chez les nains, renforcée par une vieille chanson traditionnelle qui parle d'un certain Gurdil, parti dans une forêt… pleine d'elfes sylvains, bien entendu.

### Les elfes dans Donjons et Dragons

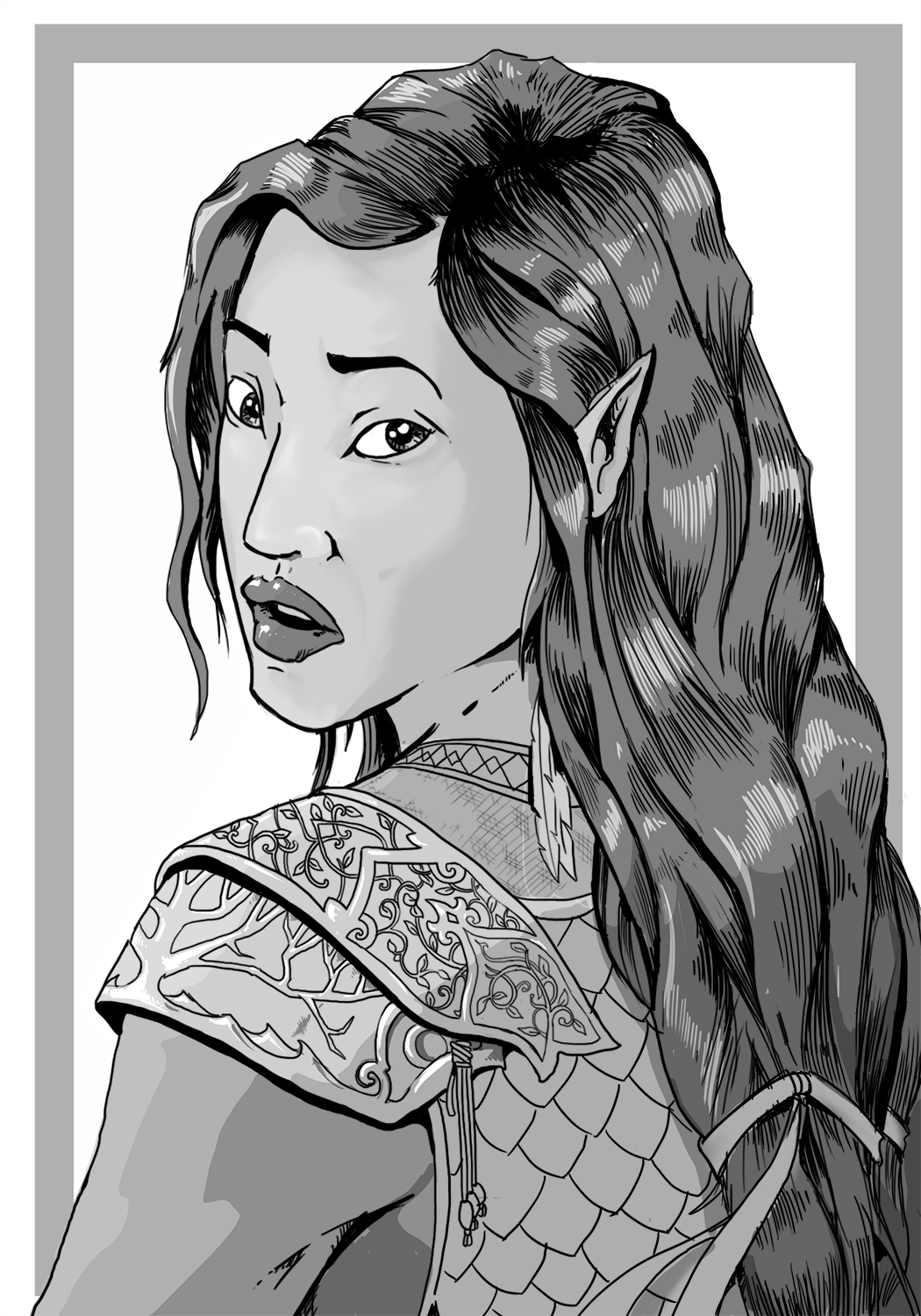
Une elfe dans Donjons et Dragons.

### Les elfes dansLe monde de Palladium
Les elfes sont des êtres humanoïdes vivant en moyenne 600 ans (quelques rares elfes vivent jusqu'à 1 000 ans). Ils sont grands (1,80 à 2,90 m), sveltes (45 à 112 kg) et élégants, avec des cheveux bruns ou noirs, des yeux sombres et des oreilles pointues. Ils voient dans le noir jusqu'à environ 20 m et ont des prédispositions pour les pouvoirs psychiques. Ils ont sans doute développé des pratiques magiques très puissantes durant l'Âge des mille magies (vers −70 000 ans) mais ces savoirs se sont depuis perdus.
Les elfes font partie des plus anciennes créatures, celles qui ont combattu les anciens lors de l'Âge du chaos. Ils ont dominé le monde durant environ 10 000 ans (l'Âge des elfes, le Nouveau royaume), mais vers la fin, ils se sont comportés de manière tyrannique envers les autres peuples. Ceci provoqua la Guerre nano-elfique, environ 6 000 ans avant l'époque du jeu, guerre au cours de laquelle les elfes anéantirent presque les nains et les kobolds, ce qui leur vaut une profonde haine. Les elfes vivent dans les royaumes humains, dont ils sont les alliés ; l'Ancien royaume (ex-Nouveau royaume), dévasté par la Guerre nano-elfique, est maintenant quasiment entièrement occupé par des peuples monstrueux (gobelins, orcs, kobolds…).

### Les elfes de Glorantha
Dans Glorantha, le monde de RuneQuest et Hero Wars, les elfes, ou aldryami, sont des végétaux humanoïdes. Chacune de leurs races est associée à un type de plante — conifères pour les bruns, fougères pour les rouges, champignons pour les noirs, etc. — et suit son cycle de vie. Ils ont un sixième sens hypertrophié qui leur permet de sentir tout ce qu'éprouve leur forêt.
Les trolls aiment les manger, mais l'animosité qui en découle n'est pas particulièrement forte, de nombreux elfes noirs vivant même à côté des trolls.

### Les elfes dansShadowrun
Dans le sixième monde de Shadowrun, les elfes sont apparus, tout comme les nains, en 2011, la première génération naissant de parents humains. Ils sont d'une taille supérieure à celle des humains (1,90 m en moyenne), mais sont moins fortement charpentés et ont les traits plus fins. Leurs caractéristiques physiques les plus reconnaissables sont leurs oreilles pointues et leurs yeux en amandes. Leur système pileux est peu développé et leur couleur de peau est variable. Ils bénéficient d'une bonne vision nocturne. Leur longévité est estimée à quelques centaines d'années mais il existe une poignée d'elfes, appelés « elfes immortels », qui sont de puissants magiciens vivant dans la société humaine depuis plusieurs millénaires et n'étant pas affectés par les effets de l'âge.
Sur le plan social, les elfes ont moins à souffrir du racisme que les orks ou les trolls et ont une forte présence dans le milieu artistique grâce à leur charisme naturel. Néanmoins, ils sont souvent considérés comme arrogants et vus avec une certaine méfiance, car ils ont créé leur propre langage (le sperethiel) et fondé leurs propres nations où ils se maintiennent au pouvoir, notamment Tir na nOg (l'Irlande), Tir Tairngire (qui correspond à peu près à l'Oregon) et la nation zoulou.

### Les elfes dansAge of Wonders
Les elfes sont une des principales races du jeu ; ils dominaient la vallée des merveilles avant l'arrivée des hommes, guidés par leur sage roi Inioch dans la cour d'Elven. Cependant, l'arrivée des humains a divisé les survivants à l'invasion et aux massacres en deux factions.
Les elfes de la lumière, appelés simplement elfes, sont une race de bien qui vit dans les forêts, souhaite reconstruire le monde en paix avec les humains. Ils sont sages, habiles dans les arts, ne sont jamais pressés, puisqu'ils vivent éternellement et prennent le temps d'agir. Ils sont également bons combattants, assez moyens physiquement, mais très résistants à la magie et très bons archers. Leurs cavaliers éclaireurs sont en revanche moins dangereux que les cavaliers lourds des autres races.
Les elfes de l'ombre, eux, sont la race du mal qui domine les autres : ils sont le pouvoir, quand les orques sont l'épée et les lutins le peuple. Les elfes de l'ombre souhaitent la vengeance et la mort des humains ; ils vivent sous terre, sont devenus sensibles à la lumière du soleil. Cependant, ils sont comme leurs homologues de la lumière bons archers et résistants à la magie quoiqu'assez faibles physiquement. Il y a cependant dans le peuple des elfes de l'ombre des forces bien plus dangereuses quand chez les elfes, comme l'exécuteur, le fantôme ou l'incarné. Les elfes de l'ombre sont aussi décrits comme ayant une société élitiste, hiérarchisée et organisée en grandes familles de noblesse, ne passant presque jamais de temps en paix, même entre eux, aveuglés qu'ils sont par leur soif de vengeance sur les humains.

### Les elfes dans le monde deWarhammer
(décembre 2010).
- Si vous ne connaissez pas le sujet, laissez ce bandeau (vous pouvez alors contacter les auteurs).
- Si vous supprimez le contenu mis en cause (vous pouvez préalablement contacter les auteurs),

argumentez précisément cette suppression dans la page de discussion
(un manque de référence n'est pas un argument ; une recherche réelle de référence doit avoir été effectuée, être formellement documentée).
 (octobre 2019).
Dans le monde de Warhammer, les Hauts Elfes habitent l'île d'Ulthuan. Ils se nomment "Asurs" dans leur langue. Ils ont une longévité incroyable, et leurs mages sont parmi les plus puissants du monde de Warhammer.
Les Hauts Elfes, race fière et plusieurs fois millénaire, ont pu affiner au fil des siècles leur maîtrise de la magie et leurs prouesses martiales. Alors que les tribus des premiers hommes se battaient encore entre elles, ils parcouraient déjà les océans et dessinaient des cartes du ciel. Ils ont vu des empires s'édifier puis sombrer dans l'oubli, et chassent avec férocité quiconque tente d'envahir leur île natale.
Les Hauts Elfes sont aujourd'hui une race sur le déclin, tout comme les Nains des montagnes du Vieux Monde.
Leurs villes sont de pures merveilles d'architecture et concentrent des richesses qui dépassent l'entendement.
Le roi actuel, Finubar le Voyageur, a fait sortir le royaume elfique d'une longue période d'isolement et les affaires avec le Vieux Monde reprennent.

### Les Sylvaris deGuild Wars 2
Les sylvaris (« Le mal menace la Tyrie, mais notre rêve nous guidera dans les ténèbres… jusqu'à l'aube. ») : des esprits de la forêt, tous nés d’un arbre unique. L'arbre d'où ils sont nés a été planté par le centaure Ventari, mort il y a 250 ans, qui vivait dans la jungle de Maguuma au « refuge de Ventari » dans Guild Wars Prophecies. Les sylvaris, doués d'une affinité naturelle avec la magie et les plantes, sont curieux, un brin naïfs. Il leur reste tout à apprendre de leur monde et des autres races qui les entourent et qu'ils ne connaissent pas encore.